# Empyreuma portoricensis
Empyreuma portoricensis är en fjärilsart som beskrevs av Rothschild 1912. Empyreuma portoricensis ingår i släktet Empyreuma och familjen björnspinnare. Inga underarter finns listade i Catalogue of Life.